# إدوين أليوت فيردون رو

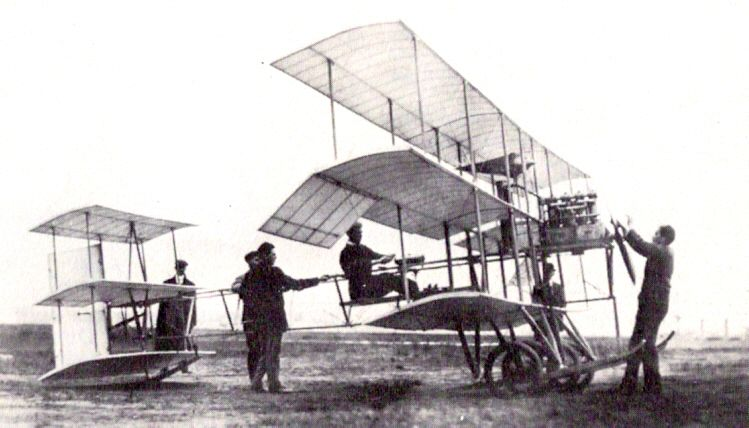
روي في قمرة قيادة طائرته من طراز روي 3 ترايبلاين في سبتمبر 1910 خلال زيارته للولايات المتحدة

السير إدوين أليوت فيردون رو (بالإنجليزية: Sir Edwin Alliott Verdon Roe)‏، حامل رتبة الإمبراطورية البريطانية (FIAS) وعضو الجمعية الملكية للطيران (FRAeS) ، (26 أبريل 1877 - 4 يناير 1958) كان أحد روائد الطيران وتصنيع الطائرات الإنكليز، ومؤسس لشركة أفرو في عام 1910. بعد تجربة الطائرات النموذجية، قام بتجارب الطيران في 1907- 1908 مع طائرة كاملة الحجم في بروكلاندز ، بالقرب من وايبريدج في ساري، وأصبح بعد عام واحد، أول رجل إنكليزي يطير بطائرة ثلاثية الأسطح من صناعة بريطانية بالكامل.

## روابط خارجية
- Bسيرة شخصية
- Biography at Oswald Mosley website
- Verdon-Roe family website
- Daily Mail: "The model plane that launched Britain's aircraft industry"